# باول شيان
باول شيان (بالإنجليزية: Paul Chien)‏ هو كيميائي وأحيائي أمريكي، ولد في 1947 في هونغ كونغ في الصين.